# Liste von Persönlichkeiten der Stadt Burghausen
In dieser Liste werden die Persönlichkeiten mit Bezug zur Stadt Burghausen aufgeführt.

## In Burghausen geboren
- Heinrich von Burghausen (1304–1337), Bischof von Seckau
- Hanns Purghauser, genannt Hans von Burghausen (~1350/60–1432), Baumeister der Spätgotik
- Hans Stethaimer (~1360–1432), Architekt und Maler
- Ludwig IX., der Reiche (1417–1479), Herzog von Bayern-Landshut
- Georg der Reiche (1455–1503), Herzog von Bayern-Landshut
- Josef Grünpeck (~1473–nach 1530), Humanist und Naturgelehrter
- Elisabeth von Bayern (1478–1504), Pfalzgräfin bei Rhein und Herzogin von Bayern-Landshut
- Margarete von Bayern (1480–1531), Äbtissin
- Sebastian Pollinger († 1590), Weihbischof und Universitätsrektor
- Christoph Selhamer (1636–1708), katholischer Prediger[1]
- Maximilian Franz Joseph von Berchem (1702–1777), bayerischer Minister des Äußeren
- Franz Karl Cura (1716–1769), Freikorpskämpfer im Österreichischen Erbfolgekrieg
- Joseph Franz Xaver von Hoppenbichl (1721–1779), Gründer des ersten landwirtschaftlichen Vereins im Kurfürstentum und Rektor des Lyzeums
- Franz Xaver von Moshamm (1756–1826), Kameralist und Hochschullehrer
- Franz von Armansperg (1762–1839), Aufklärer, Kirchenkritiker, Jurist und Politiker
- Clement von Neumayr (1766–1829), Jurist und Landtagsabgeordneter
- Carl Sebastian Heller von Hellersberg (1772–1818), Rechtswissenschaftler und Staatsmann
- Johann Baptist von Weißbrod (1778–1865), Geburtshelfer und Hochschullehrer
- Clemens Evangelist della Croce (1782–1823), Maler aus Burghausen
- Franz Xaver Kefer (1798–1869), Pfarrer und Landtagsabgeordneter
- Anton Riemerschmid (1802–1878), Spirituosenfabrikant und Politiker
- Ignaz Lallinger (1811–1844), Bürgermeister von Ingolstadt
- Karl Klemens della Croce (1816–1891), Burghauser Maler und Fotograf
- Maximilian Eisenberger (1829–1887), Notar und Autor historischer Texte in Bad Tölz
- August Brunhuber (1851–1928), Augenarzt, Kenner der geologischen Verhältnisse in der Oberpfalz und im Stadtgebiet von Regensburg
- Josef Hauser (Burghausen 1854–1939), Komponist, Instrumentenbauer (u. a. Zither) und Gründer eines Musikalienverlages
- Ernst Karl August Klemens Ritter von Mann Edler von Tiechler (1864–1934), Staatssekretär des Reichsmarineamtes
- Josef Karl Weidenschlager, Mitglied des Vollzugsausschusses in der Münchner Räterepublik
- Max Doerner (1870–1939), Maler, Restaurator, Kunsttheoretiker
- Edmund Steppes (1873–1968), Maler
- Friedrich Attenhuber (1877–1947), Maler
- Eva Leidmann (1888–1938), Schriftstellerin und Drehbuchautorin
- Alois Haxpointner (1893–1979), Antifaschist und KPD-Mitglied
- Fritz Redenbacher (1900–1986), Philologe
- Hans Steger (1907–1989), Bergsteiger
- Hans Frank (1923–2008), Bildhauer und Kirchenausstatter
- Hubert Wittmann (1923–2021), Maler, Grafiker und Hochschullehrer
- Hans Maurer (1926–2001), Architekt
- August Leidl (1933–1994), Kirchenhistoriker
- Karl Eichner (1936–2021), Lebensmittelchemiker
- Hannelore Elsner (1942–2019), Schauspielerin, Synchronsprecherin und Autorin
- Walter Wakenhut (* 1942), katholischer Militärgeistlicher
- Karl Reinhard Aigner (* 1947), Gefäßchirurg und Onkologe
- Winfried Hübner (* 1948), Schauspieler
- Hans Steindl (* 1949), Bürgermeister
- Günther Heydemann (* 1950), Historiker
- Doris Zölls (* 1954), Theologin und Zen-Meisterin
- Stephan Barbarino (* 1955), Intendant und Musicalproduzent
- Reinhard Fößmeier (1955–2024), Mathematiker
- Undine Brixner (* 1958), Schauspielerin
- Arthur Dittlmann (* 1958), Hörfunkmoderator und bairischer Mundartmusiker
- Armin Garnreiter (* 1958), Bogenschütze
- Barbara Akdeniz (* 1960), Sozialpädagogin und Kommunalpolitikerin
- Helena Waldmann (* 1962), Regisseurin und Choreographin
- Peter Namberger (* 1963), Skirennläufer
- Christine Pitzke (* 1964), Schriftstellerin
- Dietmar Grypa (* 1965), Historiker
- Wolfgang Koch (* 1966), Opernsänger
- Oliver Hiefinger (* 1967), Schauspieler
- Fritz Kreutzpointner (* 1967), ehemaliger Automobil- und Truckrennfahrer und heutiger Unternehmer
- Sabine Fandrych (* 1968), Politikwissenschaftlerin
- Anian Zollner (* 1969), Schauspieler und Synchronsprecher
- Martin Bichler (* 1971), Informatiker
- Michael Wiesinger (* 1972), Fußballspieler
- Stephan Mayer (* 1973), Politiker (CSU), Mitglied des Bundestages
- Manfred Burghartswieser (* 1973), Fußballtrainer und -spieler
- Doris Fenske (* 1973), Journalistin
- Thomas Bihl (* 1975), Pokerspieler
- Stefan Esterbauer (* 1978), Bildhauer
- Daniel Prandl (* 1979), Jazzmusiker
- Elisabeth Kramer (* 1980), Bildhauerin und bildende Künstlerin
- Christoph Weiherer (* 1980), Liedermacher
- Ivan Pavić (* 1981), Basketballspieler
- Roland Bonimeier (* 1982), Fußballspieler
- Monika Pink (* 1982), Eishockeyspielerin
- Ankathie Koi (* 1983), Sängerin und Komponistin
- Joachim Hebel (* 1986), Fußballkommentator und Journalist
- Lorris Andre Blazejewski (* 1986), Schauspieler
- Uli Hebel (* 1988), Fußballkommentator und Journalist
- Dominik Lobentanzer (* 1988), Koch
- Dominik Rohracker (* 1989), Fußballspieler
- Anna Monz (* 1989), Handballspielerin
- Johanna Soller (* 1989), Dirigentin, Organistin und Musikpädagogin
- Harald Bonimeier (* 1990), Fußballspieler
- Benjamin Uphoff (* 1993), Fußballspieler
- Hanna Kallmaier (* 1994), Fußballspielerin
- Kerstin Spielberger (* 1995), Eishockeyspielerin
- Timo Bichler (* 1999), Radsportler
- Julien Richter (* 1999), Fußballspieler
- Simon Gnyp (* 2001), Eishockeyspieler
- Arian Llugiqi (* 2002), deutsch-kosovarischer Fußballspieler

## Mit Burghausen verbunden
- Kunigunde von Luxemburg (um 980–1033), auf sie geht die erste urkundliche Erwähnung Burghausens (im Jahre 1025) zurück
- Franz Sickinger, Steinmetz der Spätgotik, hatte seine Werkstatt von 1475 bis 1503 in Burghausen
- Hedwig Jagiellonica (1457–1502), Gemahlin von Herzog Georg dem Reichen, lebte auf der Burg zu Burghausen
- Innozenz Anton Warathy (1694–1758), in Burghausen ansässiger Maler
- Leopold von Hartmann (1734–1791), Geheimrat, Kämmerer und Landwirt
- Johann Georg Lindt (1734–1795), Rokoko-Bildhauer, hatte seine Werkstatt in Burghausen
- Johann Nepomuk della Croce (1736–1819), Maler, in Burghausen ansässig
- Georg Hartdobler (1774–1851), ab 1799 Organist in St. Jakob, Schüler Michael Haydns und Lehrer Franz X. Grubers
- Franz Xaver Lechner (1774–1849), Pfarrer, später auch Dekan in Burghausen, Landtagsabgeordneter
- Martin Kreutzhuber (1775–1854), Handwerksmeister lebte in Burghausen
- Conrad Franz Xaver Gruber (1787–1863), österreichischer Komponist, aus dem nahen Hochburg-Ach stammend, hatte seine frühe musikalische Ausbildung bei dem Organisten Georg Hartdobler in Burghausen erhalten
- Wilhelm Emmanuel von Ketteler (1811–1877), Erzbischof von Mainz, starb hier 1877 auf der Rückreise von Rom
- Emil Reynier (1836–1928), Künstler, lebte in Burghausen
- Walter Ziegler (1859–1932), böhmisch-deutsch-österreichischer Maler und Grafiker, lebte ab 1893 im benachbarten Schloss Wanghausen. Auf seine Einladung kamen mehrere zeitgenössische Künstler ins Schloss, u. a. Paul Klee, der während seines Malaufenthaltes 1899 in Burghausen (Wöhrgasse) logierte.
- Ludwig Thoma (1867–1921), besuchte hier das Kurfürst-Maximilian-Gymnasium. Deshalb spielen auch einige seiner Geschichten in Burghausen.
- Maximilian Liebenwein (1869–1926), österreichisch-süddeutscher Maler, lebte in Burghausen
- Rainer Maria Rilke (1875–1926) wohnte ca. ein Jahr (im sog. Prechtl-Turm) auf der Burg zu Burghausen und erwog, sich dort „eine kleine Zuflucht zu gründen“
- Regina Ullmann (1884–1961), österreichisch-schweizerische Schriftstellerin, u. a. mit Rilke befreundet, kam 1916 nach Burghausen, wo sie im Kornmesserturm (heute Burg 29) wohnte. In Burghausen widmete sie sich der Bienenzucht und machte eine Gärtnerlehre.
- Wolfgang Gruber (1886–1971), österreichisch-deutscher Chemiker, Pionier, Alpinist. Verfasser einer detailreichen Autobiographie
- Wilhelm Hoegner (1887–1980), Bayerischer Ministerpräsident und Ehrenbürger der Stadt Burghausen
- Albert Figel (1889–1954), Maler, in Burghausen tätig
- Georg Schenk (1901–1992), Politiker, Ehrenbürger der Stadt
- Josef Pfennigmann (1923–1978), Bayrischer Historiker, ab 1953 Stadtarchivar in Burghausen, Museumsleiter bei der ersten großen Erweiterung des Museums auf der Burg zu Burghausen
- Malwine Moeller (1924–2019), Opernsängerin und Schauspielerin verstarb in Burghausen
- Fritz Harrer (1930–2019), Landtagsabgeordneter und Bürgermeister der Stadt
- Joe Viera (1932–2024), Jazzsaxophonist und Musikpädagoge, Mitbegründer und langjähriger künstlerischer Leiter der Internationalen Jazzwoche Burghausen
- David Esrig (* 1935), Regisseur und Theaterpädagoge, gründete 1995 in Burghausen die Athanor Akademie für Darstellende Kunst (die ihren Sitz im Jahr 2014 nach Passau verlegte)
- Herbert Riehl-Heyse (1940–2003), Journalist, besuchte das Kurfürst-Maximilian-Gymnasium in Burghausen
- Philipp Vandenberg (* 1941), Sachbuchautor vor allem historischer Romane, war Schüler des Kurfürst-Maximilian-Gymnasiums und für kurze Zeit Leiter der Lokalredaktion des Burghauser Anzeigers. Er hat seinen Zweitwohnsitz im Schergenturm der Burghauser Burg.
- Volker Fadinger (* 1941), Professor für Geschichte des Altertums an der Freien Universität Berlin. Besuchte das Kurfürst-Maximilian-Gymnasium.
- Martin Lüttge (1943–2017), Schauspieler und Regisseur, war seit 1980 auf dem „Theaterhof Priessenthal“ nahe Burghausen ansässig
- Wolfgang A. Herrmann (* 1948), Ehrenbürger der Stadt Burghausen (2016), deutscher Chemiker, ehem. Präsident der Technischen Universität München (1995 bis 2019)
- Lutz Stoklasa (* 1949), Schwimmsportler und Olympiateilnehmer, startete in den späten 1960er Jahren für den SV Wacker Burghausen
- Peter-Alexander Wacker (* 1951), Vorstandsvorsitzender der Wacker Chemie AG, Ehrenbürger der Stadt
- Gerhard Stock (* 1962), Physiker, besuchte das Aventinus-Gymnasium Burghausen
- Maurus Reinkowski (* 1962), Historiker und Islamwissenschaftler, besuchte das Kurfürst-Maximilian-Gymnasium
- Heinrich Wimmer (* 1964), Organist in St. Jakob
- Christof Wandratsch (* 1966), Schwimmsportler, ist Lehrer an der Franz-Xaver-Gruber Schule Burghausen
- Sascha Ciric (* 1974), Schauspieler und Regisseur am Cabaret des Grauens in Burghausen, Kulturpreisträger des Landkreises Altötting 2017, Initiator der Comedy-Mix-Show „Comedy Nacht des Grauens“
- Daniel Christensen (* 1978), Schauspieler, in Raitenhaslach bei Burghausen aufgewachsen
- Nicole Hetzer (* 1979), Schwimmerin, startet für den SV Wacker Burghausen
- Martin Grütter (* 1983), Komponist und Pianist, in Burghausen aufgewachsen
- Alexandra Burghardt (* 1994), Sprinterin, startet für den SV Wacker Burghausen